# Pinacosterna mimica
Pinacosterna mimica es una especie de escarabajo longicornio del género Pinacosterna, tribu Sternotomini, orden Coleoptera. Fue descrita científicamente por Jordan en 1903.

## Descripción
Mide 17-19 milímetros de longitud.

## Distribución
Se distribuye por Camerún y República Centroafricana.